# Guglielmo Malatesta
Guglielmo Malatesta, conte di Sogliano (XIV secolo – 1316 circa), è stato un condottiero italiano.

## Biografia
Figlio di Giovanni, conte di Sogliano, nel 1305 ebbe il forte-castello di Strigara.
Fu ardente ghibellino e tenne in agitazione la Romagna.
Nel 1312 il Malatestino dell'Occhio spinse contro di sé, il vicario del re di Napoli ed andò egli stesso al campo con i Polentani. Guglielmo tenne testa ai nemici ma fu costretto a rinchiudersi in Sogliano difendendosi valorosamente, per quanto la sorte non gli fosse propizia.
Messosi contro i parenti servì le bandiere di coloro che combattevano i Malatesta, nel 1315 fu con gli Ordelaffi ed i Calboli all'espugnazione di Forlì, invano difesa da Ferrantino e nel 1316 contribuì a cacciare i guelfi dalla città.
Dopo questo periodo il personaggio diventa oscuro.